# 富阿洛帕
8°29′S 179°04′E / 8.483°S 179.067°E

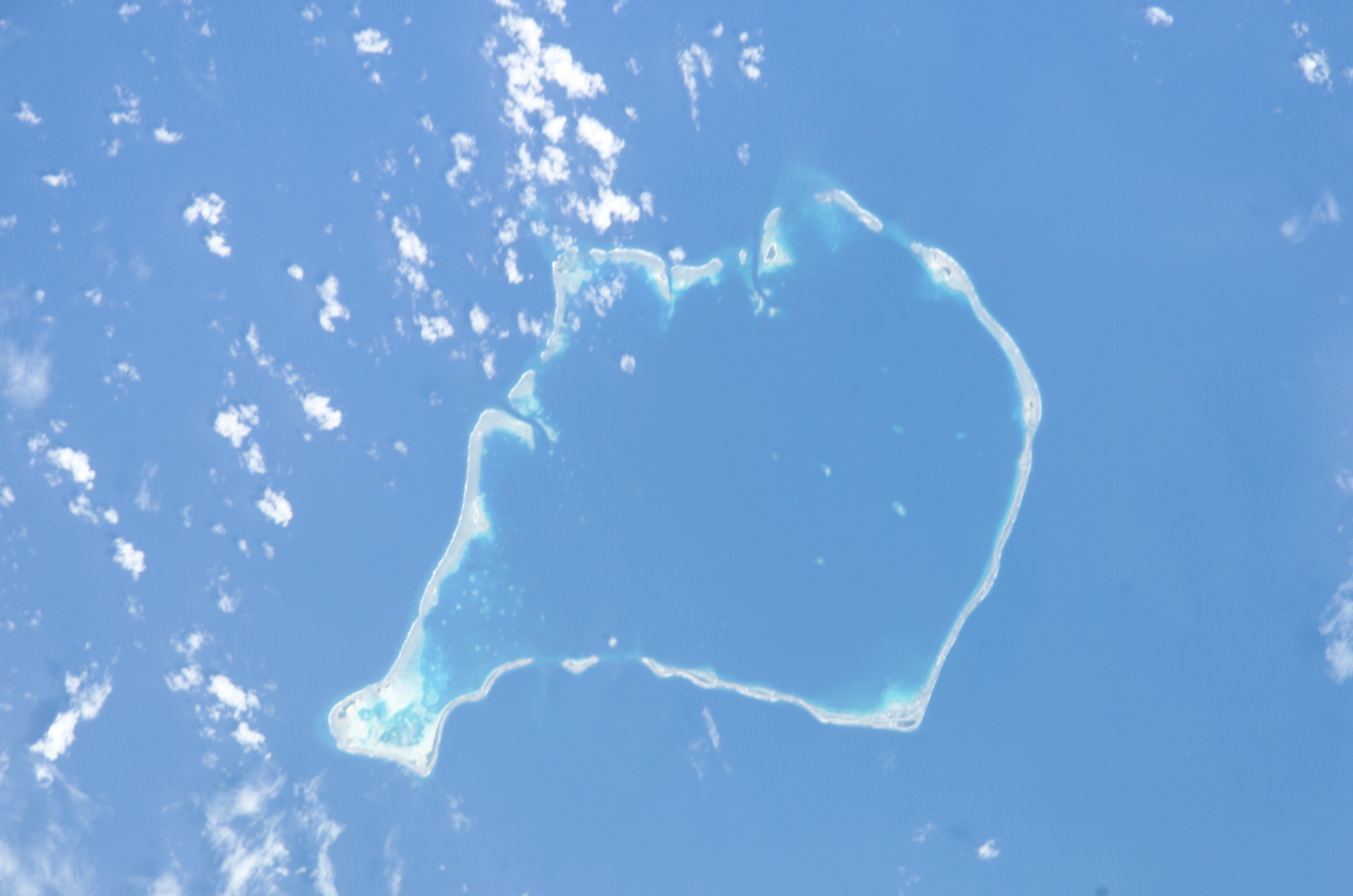
富納富提全圖

富阿洛帕（英語：Fualopa Isle）是一個位於吐瓦魯首都富納富提的一座珊瑚礁島嶼。它是富纳富提保护区的一部分，該保護區成立于1996年，成立的目的是保护该地区的自然动物和植物。